# Těmice (Morávia do Sul)
Těmice é uma comuna checa localizada na região de Morávia do Sul, distrito de Hodonín.